# Argenis Díaz
Argenis Díaz (Guatire, Miranda, Venezuela, 12 de febrero de 1987) es un shortstop venezolano de ligas menores que en la actualidad forma parte del Roster de 40 jugadores de los Piratas de Pittsburgh. Recientemente jugó en la Hawaii Winter Baseball con los Honolulu Sharks. En Venezuela juega para los Tigres de Aragua.
Previamente había comenzado su carrera con los Navegantes del Magallanes, mas fue traspasado a su actual equipo tras un cambio por Ronny Cedeño.

## Formación
Díaz fue adquirido por la organización de los Medias Rojas de Boston en julio de 2003 como agente libre. Comenzó su carrera profesional en 2006 jugando con la Costa del Golfo de los Medias Rojas.
En 2007 Díaz jugó para el Greenville Drive, Donde bateo .279 en 405 turnos al bate. Los Medias Rojas de Boston adquirieron su contrato de Greenville el 20 de noviembre de 2007 y fue invitado a los spring trainnings por los Medias Rojas. El 11 de marzo de 2009, Díaz fue enviado a la Doble-A para jugar con los Portland Sea Dogs.
El 22 de julio de 2009, Díaz fue traspasado junto con Hunter Strickland a los Piratas de Pittsburgh por Adam LaRoche.
El 16 de octubre de 2010,la Alcaldía del Municipio Zamora del Estado Miranda (Venezuela), donde nació, lo homenajeó con la máxima condecoración que ella otorga, la Orden "Ezequiel Zamora". 
- Datos: Q2860920